# Agustina Bessa-Luís
Agustina Bessa-Luís   (Vila Meã, 15 d'octubre de 1922 - Porto, 3 de juny de 2019) fou una escriptora portuguesa, destacada com a novel·lista i guanyadora, entre d'altres, del Premi Luís de Camões el 2004. Se la considera una de les figures més importants i originals de les lletres portugueses del segle xx.
Va escriure A sibila (1954), Ternos guerreiros (1960), O manto (1961), Sermão de fogo (1963), la trilogia As relações humanas (1964-66), A brusca (1971), As furias (1977), Fanny Owen (1979), O mosteiro (1980), entre d'altres. En teatre ha escrit O inseparável (1958), i dues biografies: Santo Antonio (1973) i Florbela Espanca (1979).
Va dirigir breument el diari O Primeiro de Janeiro i el Teatre Nacional D. Maria II. Algunes de les seves obres han estat adaptades al cinema per Manoel de Oliveira, com en El convent (1995).